# Wes Foderingham
Wesley Andrew Foderingham, né le 14 janvier 1991 à Hammersmith, est un footballeur anglais qui évolue au poste de gardien de but à West Ham United.

## Biographie
Wes Foderingham joue dans les équipes nationales de jeunes anglaises, jusqu'aux moins de 19 ans.
Le 20 juillet 2015, il rejoint le club écossais des Glasgow Rangers pour trois saisons.
Arrivé en fin de contrat à l'issue de la saison 2019-2020, les Glasgow Rangers décident ne pas prolonger son contrat, à l'instar de cinq autres joueurs du club.
Le 17 juillet 2020, il rejoint Sheffield United.
Au cours de l'été 2024, il s'engage en faveur de West Ham United.

## Palmarès

### En club
- Swindon Town
  - Champion d'Angleterre de D4 en 2012.

- Rangers FC
  - Champion d'Écosse de D2 en 2016
  - Vainqueur de la Scottish Challenge Cup en 2016.

- Sheffield United
  - Vice-champion de Championship en 2023.

### Distinctions personnelles
- Membre de l'équipe-type de D3 anglaise en 2013
- Gant d'or de D4 anglaise de l'année 2012 (23 clean-sheets).
- Gant d'or de D4 anglaise du mois d'avril 2012.